# علي العريض

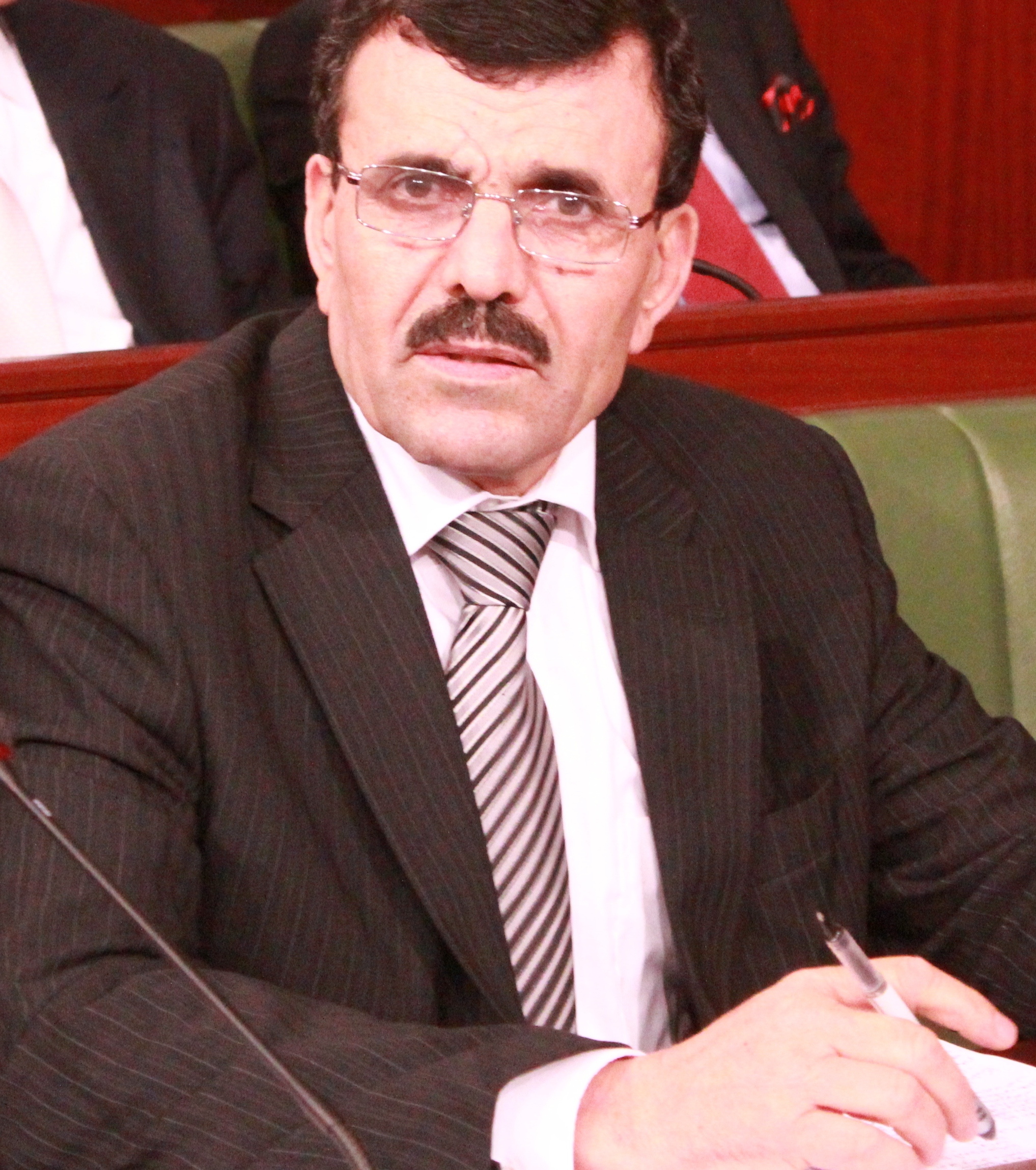
علي العريّض في مجلس نواب الشعب

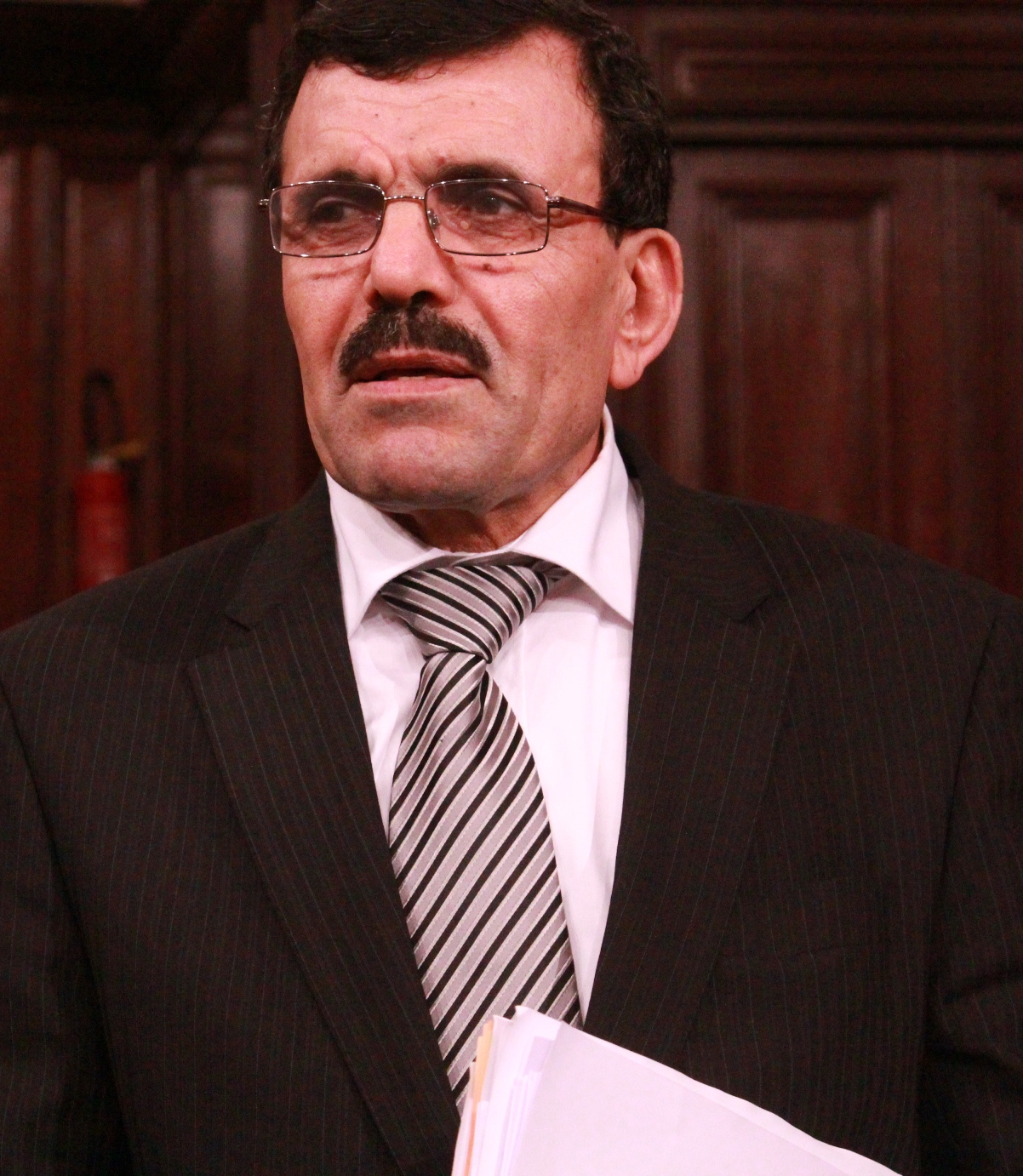

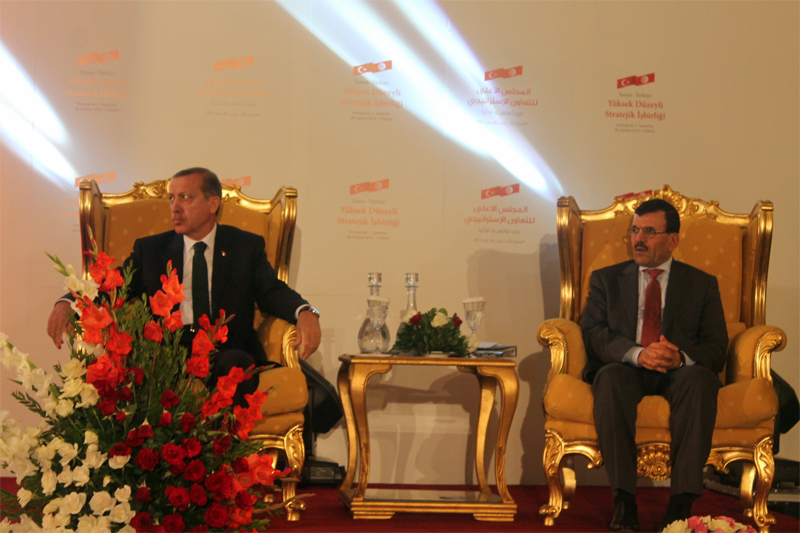
علي العريض ورجب طيب أردوغان في 6 يونيو 2013 في تونس العاصمة.

علي الْعُرَيِّض (15 أغسطس 1955، مدنين-) وزير الداخلية في حكومة حمادي الجبالي بين 2011 و2013، ثم رئيس الوزراء في حكومته من 14 مارس 2013 إلى 29 يناير 2014. هو مهندس في الشحن البحري وصاحب خبرة في مجال النقل، ورئيس الهيئة التأسيسية وعضو المكتب التنفيذي لحركة النهضة ثم أمينها العام، وشغل كل الوظائف القيادية بالحركة. 

له مساهمات ومقالات في إطار هيئة 18 أكتوبر للحقوق والحريات وعدد من المحاضرات في ملتقيات حقوقية وسياسية  وكان سجيناً سياسياً في عهد زين العابدين بن علي.

أمضى علي العريّض 15 سنة في السجن منهم 10 سنوات في السجن الانفرادي.

رشحته حركة النهضة رسمياً في 22 فبراير 2013 لرئاسة الحكومة خلفاً للوزير الأول المستقيل حمادي الجبالي.
في 27 يناير 2014، قلد الرئيس التونسي المنصف المرزوقي علي العريّض بالصنف الأكبر من وسام الجمهورية .

رشحت حركة النهضة علي العريّض وزير الداخلية في حكومة حمادي الجبالي لتشكيل حكومة بعد استقالة الوزير الأول حمادي الجبالي الذي هو من نفس الحزب حركة النهضة وبهذا انتهت مهام حكومة حمادي الجبالي رسميا يوم 13 مارس 2013 بعد مصادقة المجلس الوطني التأسيسي على حكومة علي العريض.

أعطى المجلس الوطني التأسيسي الثقة لحكومة المجلس الوطني التأسيسي ووافق على حكومته 139 نائب، وعارض عليها 45، بينما احتفظ 13 نائب بصوته، ليكون المجموع 197 نائب من جملة 217.

من 14 مارس 2013 إلى 29 يناير 2014، ترأس علي العريض الحكومة، وتبعه بعد ذلك مهدي جمعة.
يشغل حاليا منصب نائب رئيس حركة النهضة.

## نضاله
تحصل سنة 1976 على شهادة البكالوريا، وفي سنة 1980 تحصل على الشهادة في الهندسة في النقل البحري بمدرسة البحرية التجارية بسوسة. التحق فيما بعد بمصالح وزارة النقل قسم البحرية التجارية، قبل أن ينظم لحزب حركة النهضة.، وهو أحد أهم قادة الحركة. وقد قام بدور قيادي بعد محاكمة قيادة الحركة في منتصف عام 1981، ثم في عام 1987 حكم عليه بالإعدام غيابيا، وألقي عليه القبض بعد استحواذ زين العابدين بن علي على السلطة في 7 نوفمبر 1987، ليصدر عليه نفس الحكم بالإعدام. لكنه لم ينفذ فيه ثم صدر عليه عفو فيما بعد. تولى بعد ذلك الأمانة العامة لحركة النهضة حتى ألقي عليه القبض في ديسمبر 1990، وحوكم ضمن قيادات الحركة في صائفة 1992، بخمسة عشر عاما سجنا قضى منها عشرة أعوام في عزلة تامة. وبعد خروجه من السجن، عاد إلى الظهور والمشاركة باسم حركته في هيئة 18 أكتوبر للحقوق والحريات التي جمعت إسلاميين ويساريين وليبراليين وقوميين.

## وزير الداخلية
بعد الثورة التونسية التي أجبرت زين العابدين بن علي على الخروج من البلاد في 14 جانفي 2011، جرت انتخابات المجلس الوطني التأسيسي التونسي يوم 23 أكتوبر 2011 وفاز بمقعده فيه. ثم في 23 ديسمبر عين في حكومة حمادي الجبالي وزيرا للداخلية وأدى القسم في اليوم الموالي.

## رئيس الوزراء
تم تعيين علي العريض رئيسا للوزراء من طرف حزبه الأغلبي حركة النهضة بعد استقالة خلفه والأمين العام للحركة حمادي الجبالي من رئاسة الحكومة، وقد تولى المنصب في 14 مارس 2013، وجاء هذا التغيير بعد أزمة سياسية في البلاد تبعت اغتيال المعارض شكري بلعيد.

في 29 يناير 2014، سلم علي العريض السلطة رسميا بعد أن صادق المجلس التأسيسي على حكومة المهدي جمعة والتي طبعا يترأسها مهدي جمعة.

### موقفه من عزل محمد مرسي
في رد فعل مبكّر حول انقلاب 3 يوليو 2013 في مصر التي أدت لعزل الرئيس محمد مرسي، وصف علي العريض ما حدث في مصر بالانقلاب على الشرعية والديمقراطية ودعى إلى تراجع القوات المسلحة المصرية عن قرارها واستبعد العريض انتقال ما حدث في مصر إلى تونس قائلًا «أستبعد سيناريو مشابه لما يحدث في مصر لثقتي الكبيرة في وعي التونسيين وقدرتهم على قياس إمكانيات البلاد». وأضاف «منهجنا يتسم بالتوافق والشراكة ولا مبرر في اتجاه إهدار الوقت أو تعميق التجاذبات».

### زيارته الخارجية أثناء رئاسة الوزراء
| - الجزائر (29 أبريل 2013 ) - تركيا (10 مايو 2013 ) - قطر (19 مايو 2013 ) | - ألمانيا (7 يونيو 2013 ) - بلجيكا (25 يونيو 2013 ) - السعودية (6 يوليو 2013 ) |

## حياته الخاصة
علي العريض هو ابن لطيف العريض وأخو عامر العريض نائب حركة النهضة في المجلس الوطني التأسيسي التونسي.

وهو متزوج من وداد العريض ولهما ثلاثة أبناء، بنت وولدان اثنان.

### إصابته في حريق مونبليزير
في 9 ديسمبر 2021، اندلع حريق بالطابق الأرضي للمقر المركزي لحركة النهضة بمونبليزير، آنذاك كان علي العريض بالطابق الثاني ولم يستطع المغادرة. وبسبب قوة النيران، قام العريض بالقفز من إحدى النوافذ بالطابق الثاني، مما تسبب في إصابته بجروح بليغة وكسر قدميه إلا أنه وقع نقله للمستشفى سريعا.

## ملاحقات قضائية
في 19 سبتمبر 2022، جرى استنطاق رئيس الحكومة السابق ونائب رئيس حركة النهضة علي العريض رفقة رئيس الحركة راشد الغنوشي أمام «الوحدة الوطنية لجرائم الإرهاب» بثكنة بوشوشة في العاصمة تونس بخصوص شبهات تورطهما في تسفير تونسيين إلى بؤر التوتر. وبعد ساعات من الاستنطاق قررت النيابة العمومية الاحتفاظ بالعريض على ذمة التحقيق وتأجيل استنطاق الغنوشي.
ٱفرج عنه فجر يوم 22 سبتمبر 2022 بقرار من قاضي التحقيق بالقطب القضائي لمكافحة الإرهاب.
في 19 ديسمبر 2022، أُعيد التحقيق معه في قضية التسفير، وبعد ساعات من الإستنطاق، أصدر قاضي التحقيق بالقطب القضائي لمكافحة الإرهاب بطاقة إيداع بالسجن في حقّ رئيس الحكومة السابق والقيادي بحركة النهضة علي العريض. الأمر الذي قابلته حركة النهضة وجبهة الخلاص المعارضتين للرئيس قيس سعيد بالرفض والإدانة.

### اتهامات بتزوير محاضر البحث
أعلن عضو هيئة الدفاع عن علي العريض، المحامي سمير ديلو، اكتشاف الهيئة "تدليسا" في قضية العريض المتعلقة بالتسفير والتقدم بقضية في الغرض. حيث أبرز ديلو في ندوة صحفية ان تقريرا "شفاهيا" حول دخول دعاة إلى تونس كان مدلسا حيث ثبت أن احد الدعاة المذكورين في التقرير دخل تونس بين عامي 2011 و2013 وصدر بشأنه اجراء حدودي في 2014 غير انه «يتم محاسبة العريض على هذا الداعية قبل ان يشمله قرار المنع» بالإضافة لتضمن التقرير اسم احد الدعاة على أنه دخل تونس في عديد المناسبات بيد أن تقرير إدارة الحدود والأجانب أكد أن هذا الداعية لم يتم العثور على ما يفيد دخوله الأراضي التونسية وتضمن ملاحظة تقول "لا شيء يستحق الذكر بخصوص هذا الداعية".

## مقالات ذات صلة
- وزارة الداخلية التونسية
- حكومة علي العريض
- حركة النهضة

## روابط خارجية
- علي العريض على موقع مونزينجر (الألمانية)
- حكومة علي العريض على الموقع الاخباري الرسمي لرئاسة الحكومة التونسية.
- السيرة الذاتية على موقع «إخوان ويكي»